# Sơn Lôi
Sơn Lôi là một xã thuộc huyện Bình Xuyên, tỉnh Vĩnh Phúc, Việt Nam.
Xã có diện tích 9,553 km², dân số năm 1999 là 7.692 người, mật độ dân số đạt 805,2 người/km².
Trong dịch COVID-19, toàn xã này đã bị phong tỏa từ ngày 13 tháng 2 năm 2020 đến hết ngày 3 tháng 3 năm 2020 kể từ khi một người dân của xã tên N.T.D. được cử sang tập huấn trước đó tại Vũ Hán và truyền virus cho mẹ, em gái và hàng xóm.

## Địa lý
Xã Sơn Lôi có vị trí địa lý:
- Phía đông giáp thành phố Phúc Yên
- Phía tây giáp thị trấn Hương Canh, tây bắc giáp xã Tam Hợp
- Phía nam thị trấn Đạo Đức
- Phía bắc giáp thị trấn Bá Hiến.

## Điểmdịch COVID-19đầu năm 2020
Khởi đầu, một người dân của xã được cử sang tập huấn trước đó tại Vũ Hán và trở về. Sau đó người này đã truyền virus cho mẹ, em gái và hàng xóm. Sau đó có người đến thăm và chúc tết cũng bị nhiễm virus. Một cháu bé 3 tháng tuổi là cháu ngoại của mẹ người này đến thăm bà cũng bị nhiễm virus.
Từ ngày 13 tháng 2 năm 2020 toàn xã bị phong toả để chống virus corona lây lan. Mỗi người trong xã được hỗ trợ 40.000 đồng mỗi ngày và 60.000 đồng mỗi ngày cho các hộ gia đình bị cách ly tập trung.
Chiều 12 tháng 2, Bộ Y tế cho biết Ban Chỉ đạo phòng chống dịch quốc gia đã thành lập 2 tổ công tác đặc biệt hỗ trợ về kiểm soát phòng chống dịch và điều trị tại Vĩnh Phúc 24/24 giờ. Từ ngày 13 tháng 2, tổ này sẽ cùng y tế địa phương hỗ trợ công tác phòng chống dịch.
Huyện Bình Xuyên đã lập 7 chốt kiểm dịch tại xã Sơn Lôi, với nhiệm vụ kiểm soát, khử khuẩn tất cả các phương tiện ra vào.
Trong thời điểm này công dân Nguyễn Văn Thuyết sinh năm 1984 ở thôn Ngọc Bảo lại đi thăm người yêu ở Lai Châu. Quá trình đi lại tiếp xúc với nhiều người và còn ăn cơm ở nhà bạn gái. Tầm ảnh hưởng của sự việc sau đó được khoanh vùng.
Chiều 13-2, UBND tỉnh Vĩnh Phúc ra quyết định thành lập 12 tổ y tế tăng cường cho xã Sơn Lôi. 160 cán bộ y bác sĩ của các đơn vị y tế trên địa bàn tỉnh tình nguyện tiên phong vào vùng dập dịch từ tuyến cơ sở.
Đến 21 giờ ngày 3 tháng 3 năm 2020, cơ quan chức năng đã công bố dỡ bỏ lệnh phong tỏa toàn xã.